# Karl Staaff
Karl Albert Staaff [stɑːv] (21. januar 1860 i Stockholm, Sverige - 4. oktober 1915 i Stockholm, Sverige) var en svensk jurist og liberal politiker, der var Sveriges statsminister fra 1905 til 1906 og igen fra 1911 til 1914.
Karl Staaf var Riksdagsmand (Andra kammaren) fra 1897 til sin død i 1915. Han blev anset som liberal indenfor politik, og var partileder for Liberala samlingspartiet 1907-1915. Han var Sveriges statsminister i perioderne 1905–06 og 1911–14.